# القاموس الألماني
القاموس الألماني (بالألمانية: Deutsches Wörterbuch) هو القاموس الأكبر والأكثر شمولًا للغة الألمانية، يسمى أيضًا الجريم (بالألمانية: der Grimm) نسبة إلى الأخوين ياكوب وفيلهيلم جريم، الذين عملا عليه ابتداءً من 1838 ونشرا إصدارًا غير كامل منه في 1854. انتهى العمل على القاموس لأول مرة في 1961. ومنذ ذلك الحين نُشر في 16 مجلدًا يقسمون إلى 32 مجلدًا أصغر. بدأ عمل جديد لتعديل القاموس بالتوازي مع الانتهاء الأول منه. ونُشر مجلد إضافي هو المجلد 17 في 1971.
يضم القاموس كلمات اللغة الألمانية العليا والمستخدمة منذ 1459، ويضم كذلك الكلمات المستعارة من لغات أخرى إلى اللغة الألمانية. تتضمن المدخلات أصول الكلمة والمعنى والتصريفات الموثقة والمرادفات والاختلافات الإقليمية في استخدام الكلمات عبر العالم الناطق بالألمانية. مقاربة القاموس اللسانية التاريخية والمعززة بأمثلة من مصادر أولية تجعل هذا القاموس للألمانية ما يمثله قاموس أكسفورد للإنجليزية. الإصدار الكامل الأول من القاموس يضم 330,000 كلمة رئيسية في 67,000 عامود مطبوع مقسمة على 32 مجلدًا.

## الإصدار الرقمي
في 2004 عمل مركز الامتياز لمعالجة النصوص إلكترونيًّا والنشر في مجال الإنسانيات، التابع لجامعة ترير، على رقمنة القاموس المطبوع في 300 مليون حرف وذلك بأسلوب الإدخال المزدوج. نصوص القاموس بأكملها أدخلت يدويًّا مرتين لتفادي الأخطاء، وكانت الصين موقع تنفيذ مشروع الرقمنة هذا. أُصدرت أقراص مدمجة للنسخة الرقمية من القاموس متوافقة مع مايكروسوفت ويندوز ولينكس وماك أو إس. في هذا الإصدار أزيلت الأخطاء الهجائية. تتوفر أيضًا نسخة رقمية من الطبعة الأولى للقاموس في جامعة ترير. قوبلت النسخة الرقمية الأولى من القاموس باهتمام ملحوظ، وتوزَّع الأقراص المدمجة للطبعة الأولى في توزيعة رابعة محدثة.

## إصدار جديد
أعيد العمل على مشروع مراجعة وتحديث مجلدات A إلى F لتصل إلى المستوى الأكاديمي المعاصر. انتهى العمل (مجلدات B وC) في 2016.
أعلنت أكاديمية برلين براندنبورج للعلوم والإنسانيات أنه لن تكون هناك مراجعة لمجلدات G إلى Z. فوفقًا للمدير الأكاديمي للأكاديمية، فولف-هاجن كرويت، يتجاوز الجهد الكبير المطلوب لهذا المشروع إمكانيات التمويل في عالم اليوم.